# Huaylillas (distrito)

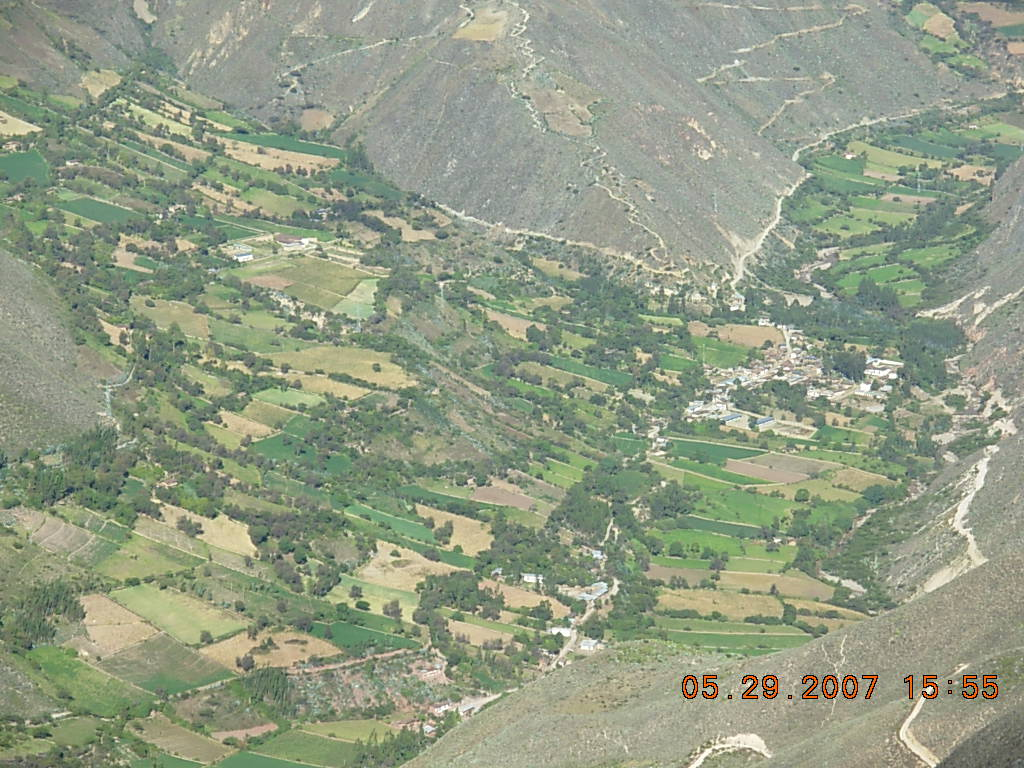
Huayluillas

Huaylillas é um dos 13 distritos da província de Patáz, localizado na região de La Libertad

## Transporte
O distrito de Huaylillas é servido pela seguinte rodovia:
- PE-10C, que liga a cidade de Huancaspata ao distrito de Chugay
- LI-129, que liga o distrito de Ongón à cidade de Tayabamba
- LI-128, que liga o distrito de Taurija à cidade de Tayabamba [1][2][3]